# 温赫灵
温赫灵是德国巴伐利亚州的一个市镇。总面积24.58平方公里，总人口4679人，其中男性2295人，女性2384人（2011年12月31日），人口密度190人/平方公里。